# Pigault-Lebrun

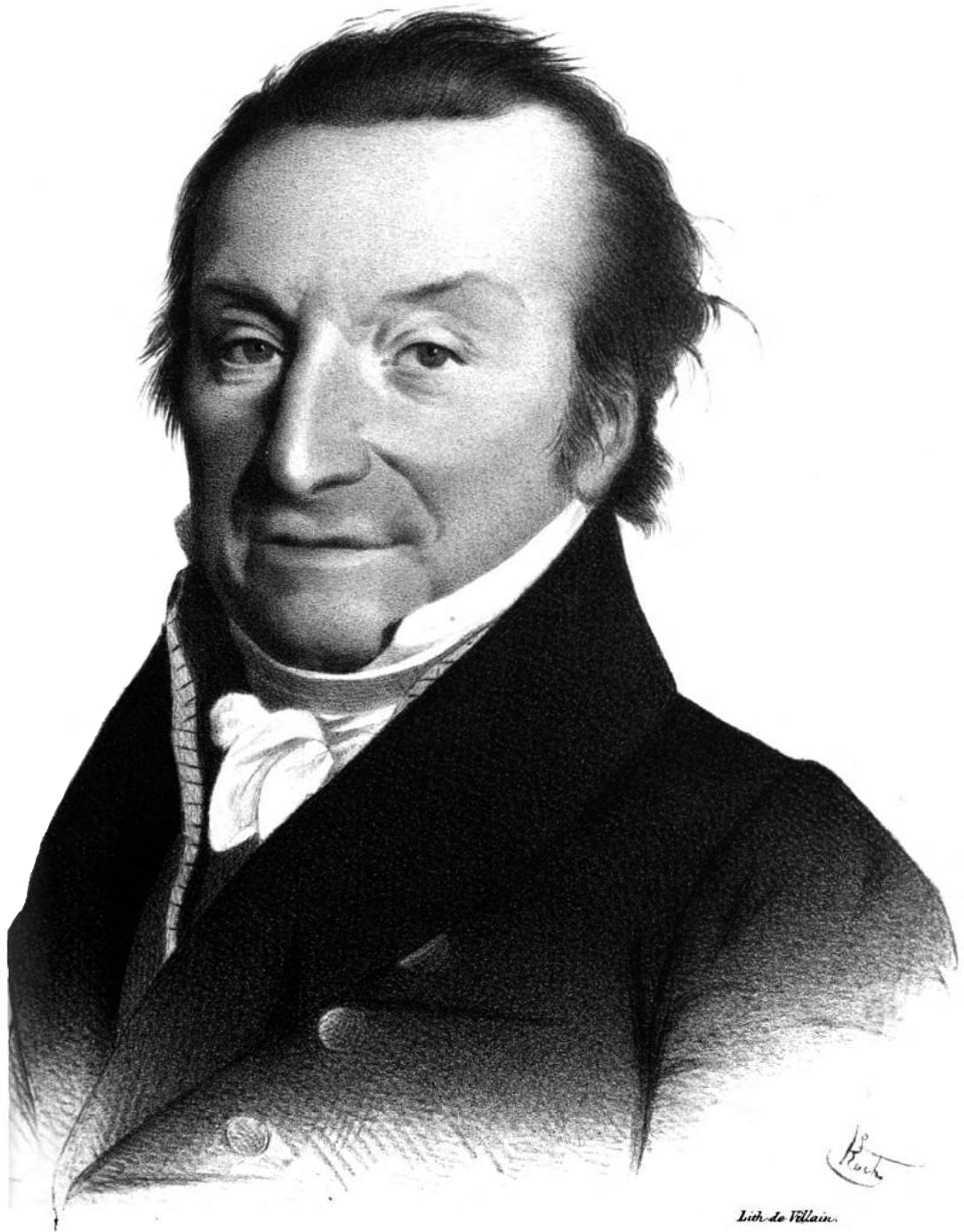
Pigault-Lebrun

Charles Antoine Guillaume Pigault de l’Épinoy, bekannt unter dem Pseudonym Pigault-Lebrun (* 8. März 1753 in Calais; † 24. Juli 1835 in La Celle-Saint-Cloud) war ein französischer Schriftsteller.

## Leben und Werk
Charles Pigault wurde von seinem Vater als Handelsgehilfe nach London geschickt, lebte aber zügellos und wurde nach seiner Rückkehr für zwei Jahre ins Gefängnis geworfen. Dann ging er in die lothringische Gendarmerie, wurde jedoch für die Entführung eines jungen Mädchens ein zweites Mal zu Gefängnis verurteilt und schloss sich schließlich einer Schauspieltruppe an.
Nach Jahren entdeckte er, dass sein Vater ihn enterbt hatte, und begann, unter dem Pseudonym Pigault-Lebrun Theaterstücke zu schreiben. Der erste Erfolg stellte sich 1789 mit Le Pessimiste ein, mit dem er auf das seinerseits erfolgreiche Stück L’Optimiste von Jean-François Collin d’Harleville reagierte. Ein Jahr später kritisierte er in Charles et Caroline die Verhältnisse im Ancien Régime. Ab 1794 veröffentlichte er zahlreiche Romane, die zum Teil auch ins Deutsche übersetzt wurden. Seine gesammelten Werke erschienen von 1822 bis 1824 in 20 Bänden. Zahlreiche seiner Werke wurden durch die Glaubenskongregation auf den Index gesetzt.
Pigault-Lebrun gehört zu den französischen Begründern der Unterhaltungs- und Trivialliteratur. Einige seiner Werke erlebten moderne Ausgaben, darunter der erotische Roman L’enfant du bordel, der gleich zweimal ins Deutsche übersetzt wurde.
Pigault-Lebrun war der Großvater von Émile Augier.

## Werke  (Auswahl)

### Theater (moderne oder ins Deutsche übersetzte Ausgaben)
- (1791) L’amour et la raison. Comédie en un acte. AFAC, Saint-Lubin-de-La Haye 2009.
- (1795) Le blanc et le noir. Drame en quatre actes et en prose. Hrsg. Roger Little. Harmattan, Paris 2001.
- (1797) Le Major Palmer.
  - (deutsch) Palmer und Amalie. Oper in 3 Akten von Carl Cannabich. Nach dem Französischen des Pigault-le Brun. 1803.

### Romane (ab 1944 erschienene oder ins Deutsche übersetzte Ausgaben)
- (1794) L’enfant du carnaval. Histoire remarquable, et surtout véritable, pour servir de supplément aux Rapsodies du jour. Zahlreiche Auflagen, zuletzt: On verra bien, Limoges 2017.
  - (deutsch) Das Faschingskind. Eine denkwürdige und zumal wahrhafte Geschichte. Himburg, Berlin 1800.
- (1800) L’enfant du bordel. Musardine, Paris 1997. (Vorwort von Jean-Jacques Pauvert). Auch in: Romanciers libertins du XVIIIe siècle. Band 2. Hrsg. Patrick Wald Lasowski. Gallimard, Paris 2005.
  - (deutsch) Im Rausch der Sinne. Melchior, Wolfenbüttel 2011.
  - (deutsch) Mutter eine Dirne. Ungekürzt und unzensiert. Passion Publishing, Königswinter 2014.
- (1800) La folie espagnole. Éditions nationales, Paris 1944 (Vorwort von Abel Hermant).
- (1802) Monsieur Botte.
  - Herr Botte. Ein komischer Roman aus dem Französischen. Cotta, Tübingen 1807.
  - Onkel Botte. In: Pigault-Lebrun’s humoristische Romane. Bd. 7. Drittes Bändchen. Reclam, Leipzig 1846.
- (1805) Jérôme. Hrsg. Shelly Charles. Société des textes français modernes, Paris 2008.
- (Trufaldino? Original nicht ermittelt)
  - (deutsch) Trufaldino. In: Himmlische, irdische und höllische Liebe. Drei Liebesromane aus dem 18. Jahrhundert. Hatje, Stuttgart 1948. (übersetzt von Walter Widmer).

### Weitere Werke
- (1803) Le Citateur. R. Baudouin, Paris 1978 (Bibelauszüge, die einander widersprechen).